# NGC 714
NGC 714 (również PGC 7009 lub UGC 1358) – galaktyka spiralna (S0-a), znajdująca się w gwiazdozbiorze Andromedy. Odkrył ją 28 października 1850 roku Bindon Stoney – asystent Williama Parsonsa. Niezależnie odkrył ją Heinrich Louis d’Arrest 12 sierpnia 1863 roku. Należy do gromady galaktyk Abell 262.